# 164 Pułk Piechoty (1939)
164 pułk piechoty (164 pp) – rezerwowy oddział piechoty Wojska Polskiego II RP w kampanii wrześniowej 1939.
164 pp nie występował w organizacji pokojowej wojska. Zgodnie z planem mobilizacyjnym „W” oddział miał być formowany częściowo w mobilizacji alarmowej, w grupie zielonej (dowództwo, II batalion i pododdziały specjalne) oraz w I rzucie mobilizacji powszechnej (I i III batalion), przez jednostki 11 i 24 Dywizji Piechoty dla 36 Dywizji Piechoty Rezerwowej.
27 sierpnia 1939 rozpoczęto mobilizację alarmową części pułku, a cztery dni później części objętej mobilizacją powszechną. 6 września w Rozwadowie dowództwo pułku, I batalion i pododdziały specjalne wyładowały się z transportów kolejowych. W nocy z 6 na 7 września w Ćmielowie wyładowany został III batalion. Cały pułk włączony został do Grupy Sandomierz i walczył w jej składzie.

## Struktura organizacyjna i obsada personalna[a]
Dowództwo (38 pułku piechoty w Przemyślu.)
- dowódca – ppłk Stanisław Styrczula (ranny 6 IX)

I batalion (38 pułku piechoty w Przemyślu)
- dowódca batalionu – kpt. Tadeusz Lisowski
- adiutant batalionu – ppor. rez. Jan Patla[1]
- dowódca 1 kompanii strzeleckiej – ppor. Edward Jan Przybyłowicz
- dowódca 2 kompanii strzeleckiej – kpt. Jerzy Szatz
- dowódca 3 kompania strzeleckiej – ppor. Stefan Świrski-Romanowski
- dowódca 1 kompania karabinów maszynowych – por. Maciej Kozubal

II batalion (48 pułku piechoty w Stanisławowie)
- dowódca batalionu – mjr Stanisław Hołubowicz (od 9.IX dowódca pułku)
- 4 kompania – por. Michał Franciszek Lenar
- 5 kompania – por. Feliks Motyka
- 6 kompania –
- 2 kompania karabinów maszynowych – por. Józef Tadeusz Wacławski

III batalion (53 pułku piechoty w Stryju)
- dowódca batalionu – kpt. Stanisław Walerian Serednicki (ranny 15 IX)
- adiutant – ppor. rez. Alfred Andrzej Rossowski
- 7 kompania – por. rez. Władysław Bartyński
- 8 kompania – ppor. Ludwik Franciszek Ziemski
- 9 kompania – ppor. Jan Stanisław Mazurkiewicz
- 3 kompania karabinów maszynowych – ppor. rez. Józef Prokop Wackermann

- dowódca kompanii – kpt. piech. Jan Pietrzak („pokojowy” dowódca 2 kompanii km 3 pp Leg.)[2]

Pododdziały specjalne
- kompania zwiadowcza
- kompania przeciwpancerna
- pluton pionierów
- pluton przeciwgazowy